# Jeroni de Moragas
Jeroni de Moragas i Gallissà (Barcelona, 1901 – 1965), médico psiquiatra especializado en el estudio y tratamiento de los trastornos mentales de la infancia, psicólogo y pedagogo, se dedicó profesionalmente a la pedagogía terapéutica. Junto con Alfred Strauss creó y organizó el primer consultorio de neuropsiquiatría infantil del territorio español y fundó el Instituto de Pedagogía Terapéutica. Profesor de Psicología del Niño y del Adolescente en la Facultad de Filosofía y Letras, Sección de Pedagogía.
Entre sus publicaciones tenemos : La infancia anormal, Oligofrenias, Psicología del niño y del adolescente, La expresividad humana, L'edat eterna, Niños psicópatas, Raquel, Història d'un gos, L'home i els altres y De Carlos I emperador a Carlos II.
Por su importante tarea en el mundo de la pedagogía terapéutica, en Cataluña numerosos centros de educación especial llevan su nombre.